# Mod revival
Mod revival é um gênero de música e subcultura que começou no Reino Unido em 1978 e depois se espalhou para outros países (em menor grau).

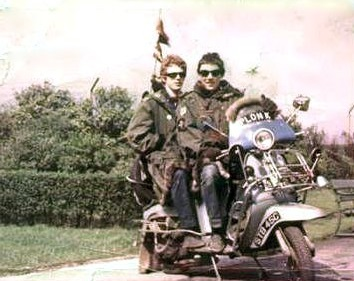

O Mod Revival começou a partir da desilusão com a cena punk quando o comercialismo se instalou. [ citação necessária ] Foi publicado em um artigo no jornal musical Sounds em 1976 e teve muitos seguidores em Reading / Londres naquela época. Ganhou impulso como movimento underground que teve destaque no London Weekend Show 20/05/1979, antes do lançamento iminente do filme “Quadrophenia”. [ ca
O mod revival no final dos anos 1970 foi liderado pela banda The Jam , que adotou um visual totalmente mod e misturou a energia do punk com o som das bandas mod do início dos anos 1960. Foi fortemente influenciado pelo filme Quadrophenia de 1979 . O mod revival foi um esforço consciente para voltar à geração anterior em termos de estilo e apresentação. No início dos anos 1980 no Reino Unido, uma cena de mod revival influenciada pela subcultura mod original dos anos 1960 se desenvolveu.

## anos 1970
O mod revival do final dos anos 1970 combinou elementos musicais e culturais dos gêneros musicais pub rock , punk rock e new wave dos anos 1970 com influências de bandas de mod e beat dos anos 1960 , como Who , Small Faces , Kinks e The Beatles .
O mod revival foi amplamente iniciado pelo The Jam e seus fãs.  A banda adotou um visual totalmente mod e misturou a energia do punk com o som das bandas mod dos anos 1960. Seu álbum de estreia, In the City (1977), misturou padrões de R&B com originais inspirados nos primeiros singles do Who . Eles confirmaram seu status como a principal banda de mod revival com seu terceiro álbum All Mod Cons (1978), no qual a composição de Paul Weller baseou-se fortemente nas narrativas britânicas dos Kinks.  O revival também foi estimulado por pequenos concertos em locais como o Cambridge Hotel, Edmonton , Hop Poles Hotel e Howard Hall, ambos emEnfield , Wellington, Waterloo Road, Londres e Bridge House em Canning Town . Em 1979, o filme Quadrophenia , que romantizou a subcultura mod original dos anos 1960 , ampliou o impacto e a popularidade do mod revival em todo o Reino Unido. O fanzine original de mod revival, Maximum Speed , começou em 1979 e gerou outros fanzines produzidos em casa desde então até meados da década de 1980.
As bandas cresceram para alimentar o desejo pela música mod, muitas vezes combinando a música dos grupos mod dos anos 1960 com elementos da música punk, incluindo os The Chords , Secret Affair , Purple Hearts e The Lambrettas .  Esses atos conseguiram desenvolver seguidores cult e alguns tiveram sucessos pop, antes do renascimento se esgotar no início dos anos 1980.  Mais bandas baseadas no R'n'B, como Little Roosters, The Inmates e Nine Below Zero, também se tornaram atos-chave na crescente cena mod revival em Londres. 
Em 1979, a cena mod na Austrália começou e decolou particularmente em Sydney e Melbourne, liderada por bandas como The Sets, Little Murders, Division 4, The Introverts e The Go. Houve um documentário feito no início de 1981 chamado The Go-Set sobre a cena do mod revival em Sydney e Melbourne. Também foi publicado um livro sobre a cena mod na Austrália de 1979-1986.

## década de 1980
Paul Weller separou o The Jam em 1982 e formou o Style Council , que abandonou a maioria dos elementos do punk rock para adotar uma música muito mais baseada no R&B e no soul antigo. 
Em meados da década de 1980, houve um breve mod revival centrado em bandas como Prisoners . Os fanzines que seguiram o Maximum Speed - como Mission Impossible , Patriotic , Roadrunner , Extraordinary Sensations e Chris Hunt e Karl Bedingfield's Shadows & Reflections - ajudaram a gerar mais interesse neste estágio do mod revival.  The Phoenix List era um boletim informativo semanal listando eventos nacionais, e eles organizaram uma série de comícios nacionais. Um jogador principal no mod revival no Reino Unido dos anos 1980 foi Eddie Piller., que fundou a Countdown Records e depois desenvolveu o movimento acid jazz do final dos anos 1980.  em 1985, o Mod alldayer em Walthamstow combinou tributo ao band-aid patrocinado pela unicorn Records e teve uma série de bandas de mod revival dos anos 80 tocando, antigas e novas. Making Time, provavelmente uma das maiores bandas de mod revival dos anos 80 após o The Jam. E uma conhecida banda mod do norte de Londres chamada OUTLETS; os membros da banda são Steve Byrne e Mario Vitrano, que também apoiaram o Steve Marriott's Packet of 3 e Geno Washington em vários shows no norte de Londres em meados dos anos 80.
O mod revival no Reino Unido foi seguido por um mod revival na América do Norte no início dos anos 1980, particularmente no sul da Califórnia , liderado por bandas como Untouchables  e Manual Scan . Enquanto estava na Costa Leste (ainda em turnê pesada na Califórnia), Mod Fun carregou a tocha do revival. No Brasil a banda Ira! liderou o mod revival lançando seu primeiro álbum Mudança de comportamento em 1985 pelo selo WEA. Seu sucessor de 1986, "Vivendo e Não Aprendendo", os estabeleceu ainda mais como líderes do mod revival no Brasil. Eles rapidamente alcançaram o status de Álbum de Ouro nas vendas de "Vivendo e Não Aprendendo".

## década de 1990 e depois
Bandas associadas ao Britpop em meados da década de 1990 frequentemente defendiam aspectos da cultura mod. Blur era fã de Quadrophenia , com a estrela do filme Phil Daniels participando da faixa-título do álbum da banda Parklife e aparecendo no vídeo da música, enquanto Noel Gallagher do Oasis fez uma amizade de alto nível com Paul Weller. Por volta dessa época, a imprensa musical do Reino Unido defendeu várias bandas como constituindo uma nova onda do mod revival sob o nome de "New Mod", incluindo Menswear e Bluetones , ambos mais tarde identificados com o Britpop. 
Em 2010, a banda influenciada pelo mod Missing Andy viu seu single de estreia, "The Way We're Made (Made in England)", alcançar o número 38 no UK Singles Chart e o número 7 no UK Indie Chart depois que seu status foi confirmado. como vice-campeão na competição de talentos de TV da Sky1 , Must Be the Music . [ citação necessária ]
Várias bandas de mod revival dos anos 1970 se reuniram nos últimos anos para fazer shows, incluindo Secret Affair ,  The Chords e The Purple Hearts. 